# Diez
Diez è una città di 10 708 abitanti della Renania-Palatinato, in Germania. Amministrativamente appartiene al Circondario del Reno-Lahn ed è capoluogo della comunità amministrativa Verbandsgemeinde Diez.

## Geografia fisica
Diez è situata a nord della catena montuosa del Taunus, sulle rive del Lahn. La città è dominata dal castello che nel medioevo fu dei conti di Diez e che fu poi dimora dei conti di Nassau-Diez. Nei dintorni sorge il castello di Oranienstein.

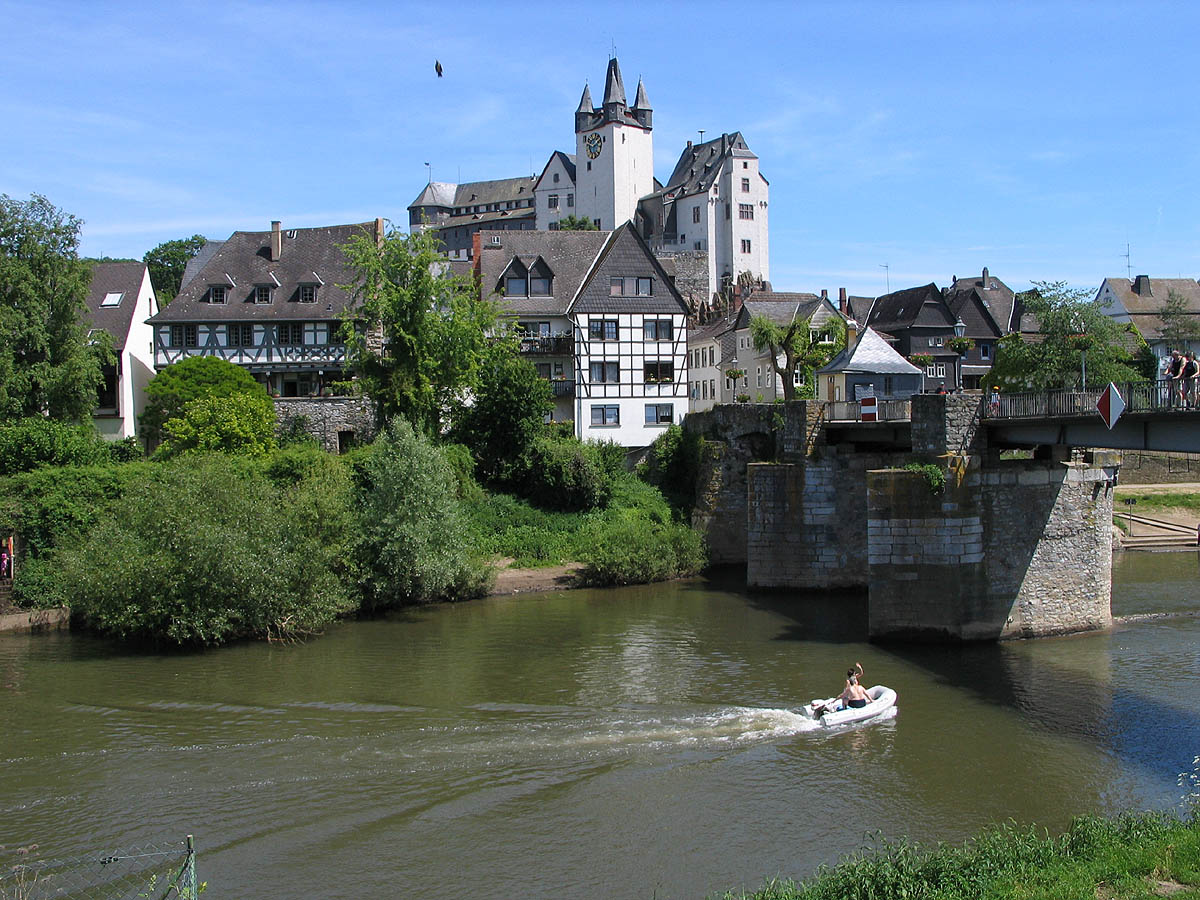
Veduta del centro storico dominato dal castello